# Instituto para la Igualdad de Mujeres y Hombres
El Instituto para la Igualdad de Mujeres y Hombres (en neerlandés: Instituut voor de Gelijkheid van Vrouwen en Mannen, en francés: Institut pour l'égalité des femmes et des hommes) es una institución de utilidad pública belga que «se encarga de garantizar y promover la igualdad entre mujeres y hombres y de combatir cualquier forma de discriminación y desigualdad basada en el sexo». Tiene un presupuesto de casi 5 millones de euros. Desde 2005, el IGVM colabora con Zij-kant para la organización del Día de la Igualdad Salarial en Bélgica. En 2019, el instituto recibió 2349 denuncias y 245 denuncias de discriminación (un fuerte aumento en comparación con el año anterior). En ese momento tenía 31 demandas pendientes por discriminación.
La institución gubernamental Unia es responsable de combatir otras formas de discriminación y, en la Región Flamenca, el Instituto Flamenco de Derechos Humanos.
Fue creado por ley el 16 de diciembre de 2002, y que lo sitúa bajo la responsabilidad del ministro responsable de la política de igualdad entre mujeres y hombres, y en la categoría B de las organizaciones regidas por la ley del 16 de marzo de 1954.
En mayo de  2021, Ihsane Haouach fue nombrada comisaria del Instituto para la Igualdad de Mujeres y Hombres por la Secretaria de Estado para la Igualdad y la Diversidad, Sarah Schlitz. Se convirtió en la primera mujer con velo en ocupar este puesto. Su nombramiento suscitó rápidamente numerosas reacciones. El 9 de julio anunció su dimisión. Fue sustituida el 13 de julio de 2021 por Amélie Servotte, exdirectora del departamento de personas mayores del CPAS de Schaerbeek.